# اندیس آنومالی اکبر آباد
آنومالی اکبر آباد یک اندیس فلزی است که در حوالی شهر خبر استان کرمان قرار دارد و مادهٔ معدنی موجود در آن، طلا است.سنگ میزبان این اندیس شیست است  در این اندیس، پاراژنز‌های مالاکیت، آپاتیت، زیرکن، اپیدوت، گارنت یافت می‌شوند.